# Per Wästberg
Per Erik Wästberg (Estocolm, 20 de novembre de 1933) és un escriptor suec i membre de l'Acadèmia Sueca des de 1997.
Wästberg va néixer a Estocolm, fill d'Erik Wästberg i la seva dona Greta, de soltera Hirsch, i és llicenciat en literatura per la Universitat d'Uppsala. Va ser redactor en cap del diari més gran de Suècia, Dagens Nyheter 1976–1982, i ha estat col·laborador des de 1953. És germà gran d'Olle Wästberg.

## Obra literària
Wästberg va ser membre d'Amnistia Internacional durant molts anys i va ser president del PEN Club International. És membre del comitè del Premi Nobel de Literatura.
Wästberg va escriure una novel·la biogràfica sobre Anders Sparrman, un científic natural suec, que, segons Wästberg, va ser el primer zoòleg que va estudiar les dues espècies de rinoceront africà. Wästberg descriu Sparrman com autor de destacats descobriments científics i cartogràfics, sense haver aconseguit reconeixement.

## Treballs polítics
Wästberg ha fet una àmplia campanya pels drets humans. Va ser president del PEN Internacional des de 1979 fins a 1986 i fundador de la secció sueca d'Amnistia Internacional (1963). En relació amb això, va participar en el moviment anticolonial. Va ser especialment actiu en la lluita contra l'apartheid a Sud-àfrica, on es va convertir en un amic íntim de Nadine Gordimer.
Va ser expulsat pel govern de Rhodèsia el 1959, i després de la publicació del seu llibre anti-apartheid På svarta listan (A la llista negra) el 1960, se li va prohibir entrar tant a Rhodèsia com a Sud-àfrica. Va tornar a Sud-àfrica només el 1990, després de l'alliberament de la presó de Nelson Mandela.
L'agost de 2022, Wästberg va dimitir d'Amnistia Internacional després de la polèmica sobre un dels informes d'Amnistia amb relació a la invasió russa de 2022, que a més de culpar a Rússia de la invasió també va declarar que el govern ucraïnès tenia la responsabilitat de no col·locar tropes i armes en llocs civils. En sóc soci des de fa més de 60 anys. Amb el cor pesat, a causa de les declaracions d'Amnistia sobre la guerra d'Ucraïna, estic acabant amb un compromís llarg i fructífer", va dir.

## Llista d'obres publicades

### Novel·les
- Pojke med såpbubblor (1949)
- Ett gammalt skuggspel (1952)
- Halva kungariket (1955)
- Arvtagaren (1958)
- Vattenslottet (1968)
- Luftburen (1969)
- Jordmånen (1972)
- Eldens skugga (1986)
- Bergets källa (1987)
- Ljusets hjärta (1991)
- Vindens låga (1993)
- Anders Sparrmans resa: en biografisk roman (2008)

### Poesia
- Tio atmosfärer (1963)
- Enkel resa (1964)
- En avlägsen likhet (1983)
- Frusna tillgångar (1990)
- Förtöjningar (1995)
- Tre rader (1998)
- Raderingar (1999)
- Fortifikationer (2001)
- Tillbaka i tid (2004)

### Sobre Àfrica
- Förbjudet område (1960)
- På svarta listan (1960)
- Afrika berättar (1961)
- Afrika-ett uppdrag (1976)
- I Sydafrika – resan till friheten (1995)
- Modern afrikansk litteratur (1969)
- Afrikansk poesi (1971)
- Resor, intervjuver, porträtt, politiska analyser från en långvarig vistelse i Sydafrika (1994)

### Biografies i assaigs
- Ernst och Mimmi, biografi genom brev (1964)
- Alice och Hjördis Två systrar (1994)
- En dag på världsmarknaden (1967)
- Berättarens ögonblick (1977)
- Obestämda artiklar (1981)
- Bestämda artiklar (1982)
- Frukost med Gerard (1992)
- Lovtal (1996)
- Ung mans dagbok (1996)
- Ung författares dagbok (1997)
- Duvdrottningen (1998)
- Edith Whartons hemliga trädgård (2000)
- Övergångsställen (2002)
- Ute i livet : en memoar (1980–1994) (2012)
- Gustaf Adolf Lysholm : diktare, drömmare, servitör – en biografi (2013)
- Per Wästbergs Stockholm (2013)
- Lovord (2014)
- Erik och Margot : en kärlekshistoria (2014)
- Mellanblad (2015)